# 広州の戦い (1857年)
広州の戦い（こうしゅうのたたかい）は、アロー戦争中の1857年に清の広州で発生した戦い。
アヘン戦争の講和条約として、南京条約や虎門寨追加条約が締結された。しかしそれらの条約では、イギリスは清の内地へと立ち入れず利益が上がらなかったため、再び開戦して条約を改正することを企図した。アロー号事件を口実に、同盟を組んでいたフランスと合同でアロー号事件の清国側の当事者・葉名琛のいた広州を攻撃・占領した。葉名琛はイギリスの捕虜となった。
戦闘中に清朝の中央政府までは広州で開戦したという情報が伝わらず、清は対抗する作戦を立てることができなかったため、広州は陥落した。 

## アロー戦争以前の状況

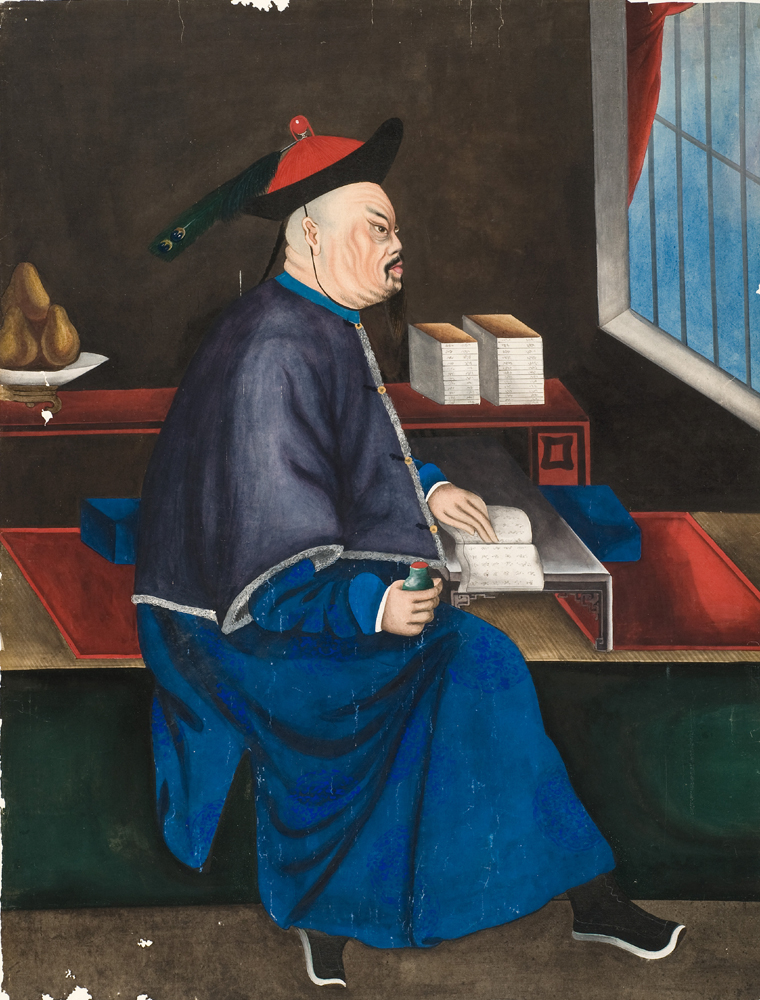
両広総督の葉名琛

アヘン戦争終結後、清とイギリスは南京条約などの条約を調印した。イギリス公使のジョン・バウリングは、イギリス人が広州市内へ入ることができるよう、南京条約と虎門寨追加条約の修正を求めていた。当時、両広総督は五口通商大臣を兼任しており、同時期にロシアとアメリカも自国との条約の修正を求めていたが、両広総督の葉名琛はその求めを断っていた。その上、西洋の外交官との面会さえ断っていた:155-160。
バウリングは広州官署へ交渉に行くと申し出たが、葉名琛は広州市外の仁信インでの面会を求め、議論はまとまらなかった:155。

## 開戦

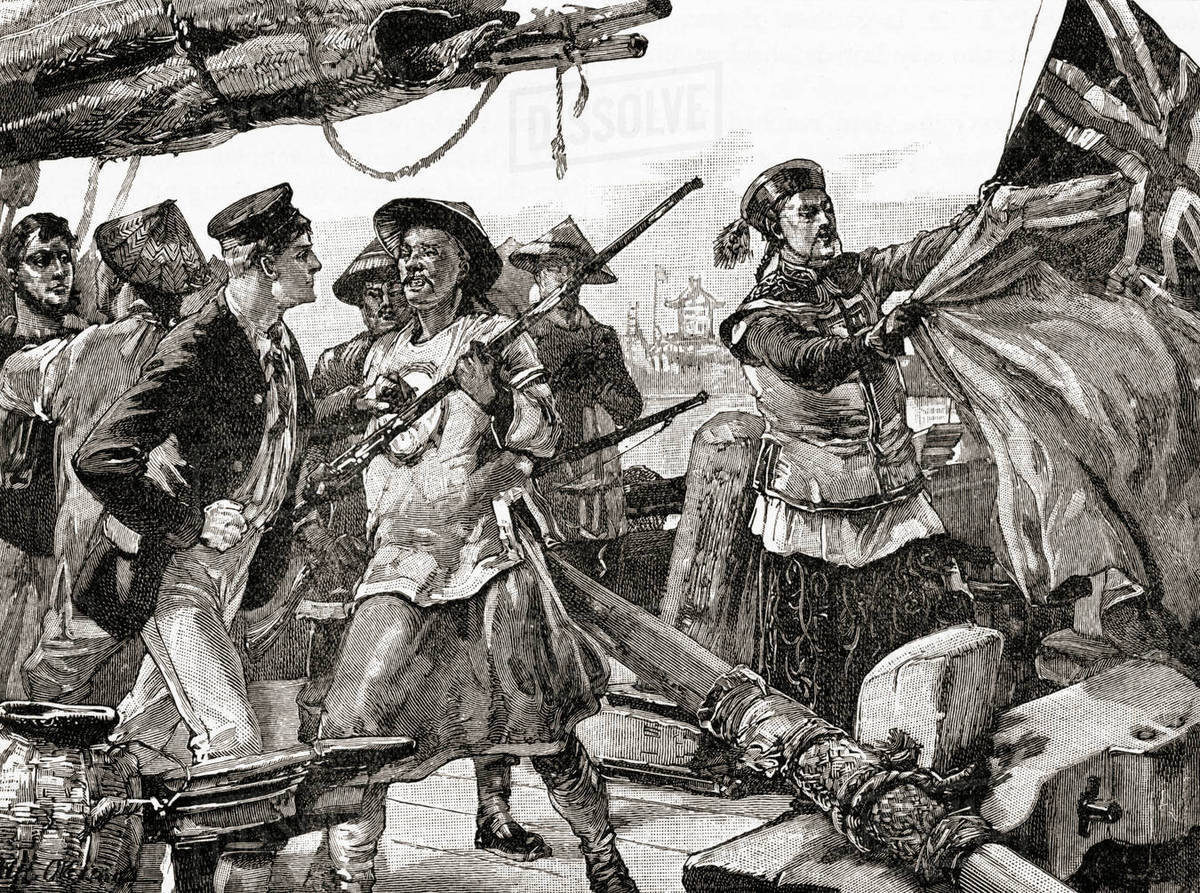
アロー号事件

### 英仏連合軍の進撃
アロー号事件の後、イギリスの上院で清国への出兵が議論された。議会では、263対247で政府の行動を非難する議案が通過した。しかし、当時のイギリス首相パーマストン子爵ヘンリー・ジョン・テンプルは一気に議会を解散し、総選挙に踏み切った。選挙の結果、首相が所属する自由党が大勝し、出兵法案が議会で可決された:170。
1857年3月20日、イギリス政府は全権大使にエルギン伯爵ジェイムズ・ブルースを任命した:170。
1857年11月、イギリスはインド大反乱をうまく制圧し、清国へ出兵できるだけの兵力が整った。連合軍はイギリス艦が43隻と約1万人の兵、フランス艦が10隻を派遣した。12月12日、葉名琛は連合軍に最後通牒をつきつけられた:172-175。
* 広州市内への進入の許可。
- アロー号事件と西林教案の損害賠償。
- 清国政府からの新しい全権代表を派遣し、条約の修正へ向けた議論を開始すること。

十日以内に最初の二つを承諾しなければ、即時広州へ侵攻する。
しかし、葉名琛は英夷（イギリス人の蔑称）が和平を願っていたと思っていたため、清朝の咸豊帝に次のように誇らしげに報告した。
英夷現已求和，計日準可通商...
乘此罪惡盈貫之際，适遇技窮力竭之余...
一律斬斷葛藤，以為一勞永逸之舉。
日本語訳 - 英夷はすでに和平を哀願した。これからは通商していいでしょう。
その報告を咸豊帝も信じこんでしまい、次のように述べた。
葉名琛既窺破底蘊，該夷伎倆已窮，俟續有照會，大局既可粗定。務將進城、賠貨及更換條約各節，斬斷葛藤，以為一勞永逸之舉。
日本語訳 - 葉名琛はすでに相手の内部情報を見抜いていて、かの野蛮人は技量が不足している。文章のやり取りがある限り、大勢をおそらく見極めることができるでしょう。ぜひ広州市内への立ち入りを許可し、賠償と条約を更新し、一度にすべての障害を取り除いてしまいましょう。
12月28日早朝に、英仏連合軍による進攻が開始された。連合軍は艦艇20隻から広州河岸に上陸し、広州市内に急速に広がっていった。広州官署も砲撃され、署内の清軍の軍隊はすべて逃げたが、葉名琛は署内の椅子にかけて、書類を読んでいた:176。

## 陥落

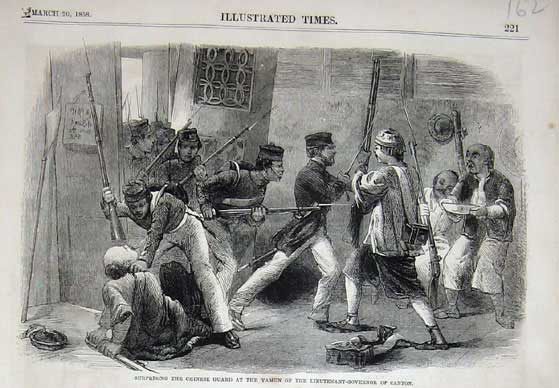
広州官署（衙門）に突入するイギリス軍

1857年12月29日、2日間連続砲撃された広州官署は壊滅状態になった。午前の間に、広州の壁は突き破られ:p.4-5 。当時、広州市内の通りは逃げてきた市民で混雑していた:176。連合軍は15人が死亡しただけの被害で広州の占領をなしとげた:p.4-5。
連合軍は市内の頂点の観音山を占拠したことになった:95。
1858年1月5日、イギリス軍は広州に入って、葉名琛を捜索した。葉名琛は左副都統署の第五院で発見され、捕らえられた:176-177。直後にインドのコルカタへ流された。

## ギャラリー

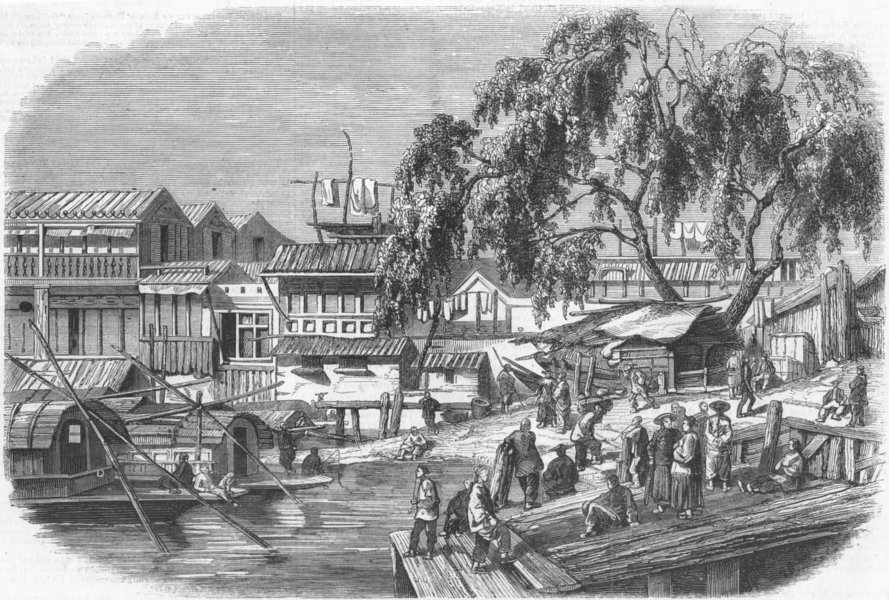
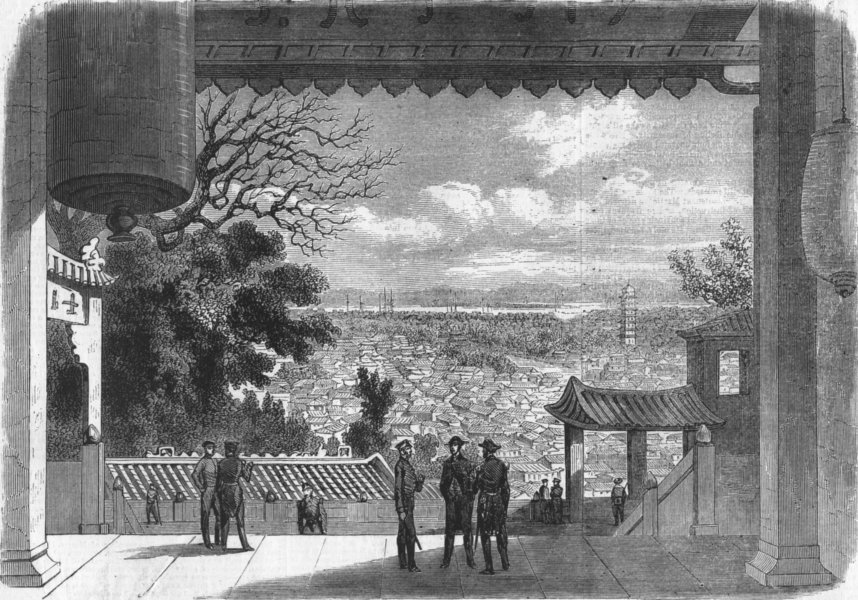
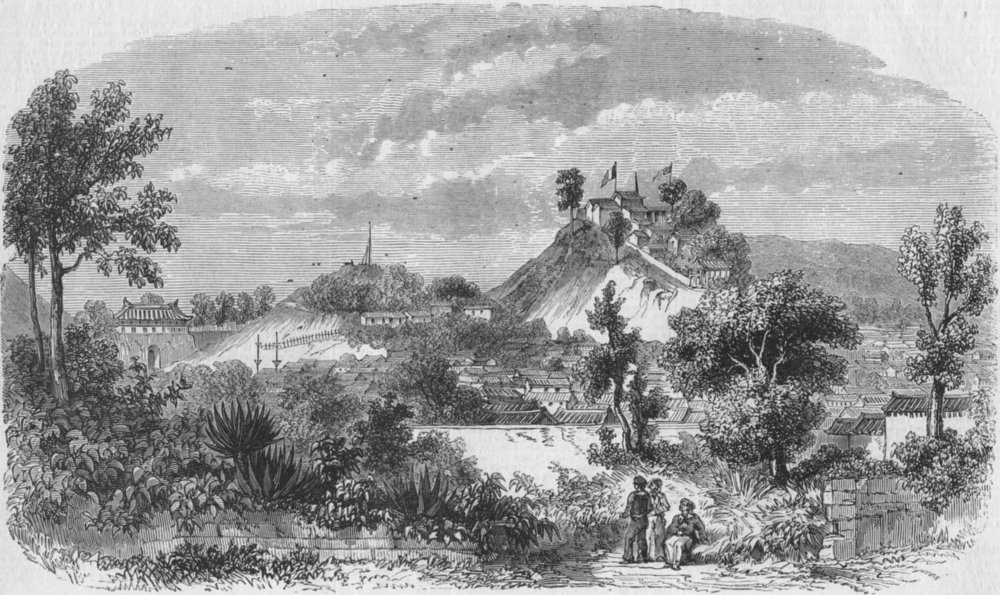
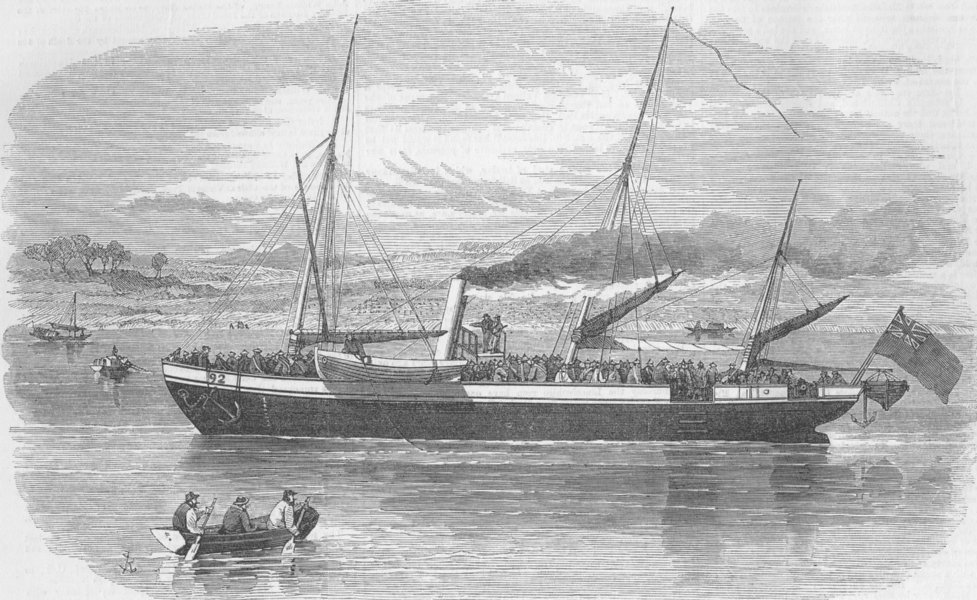
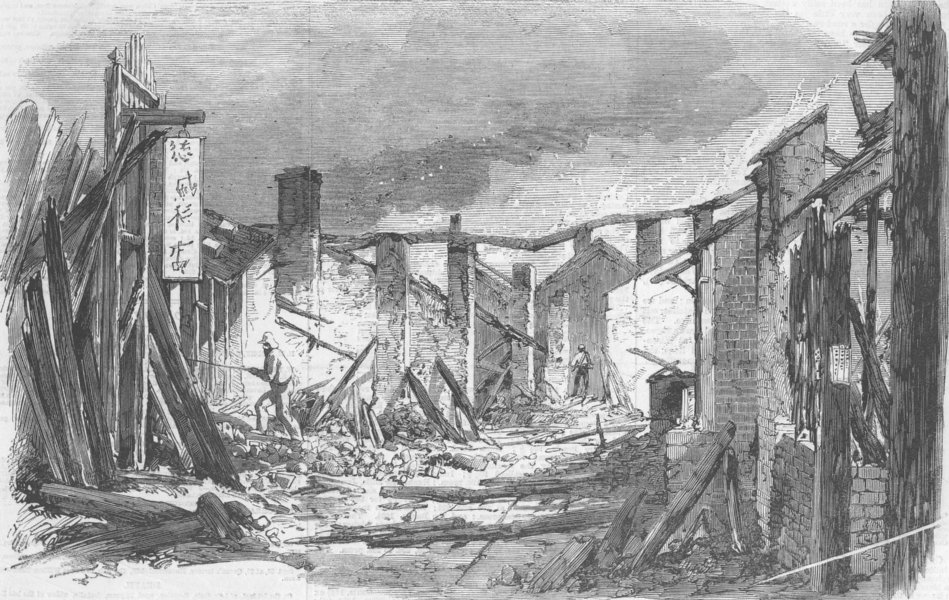
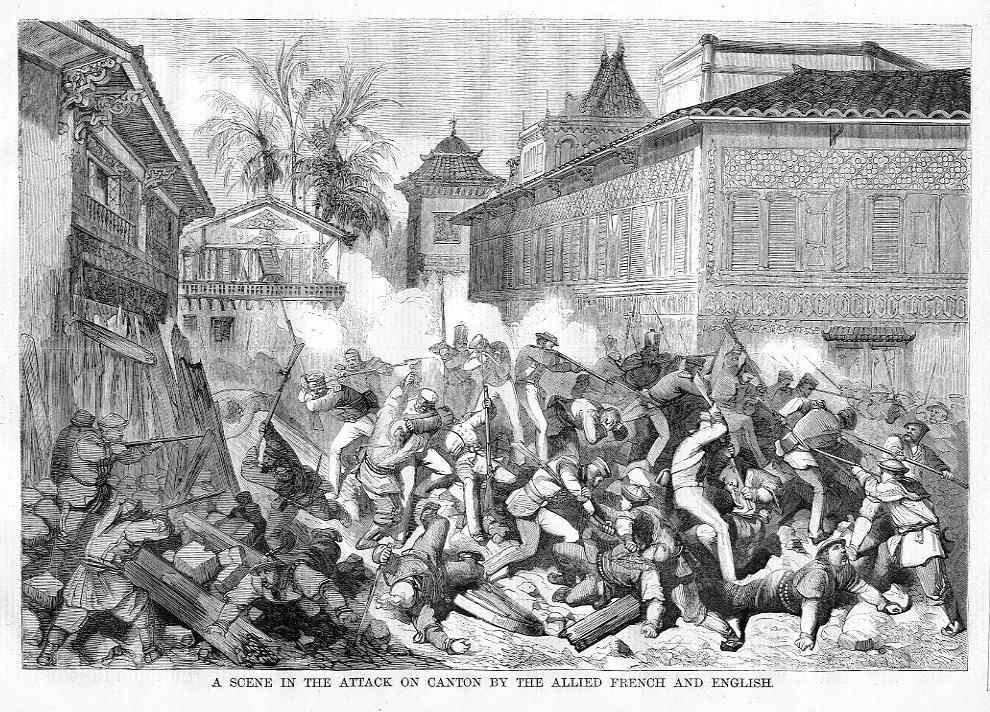
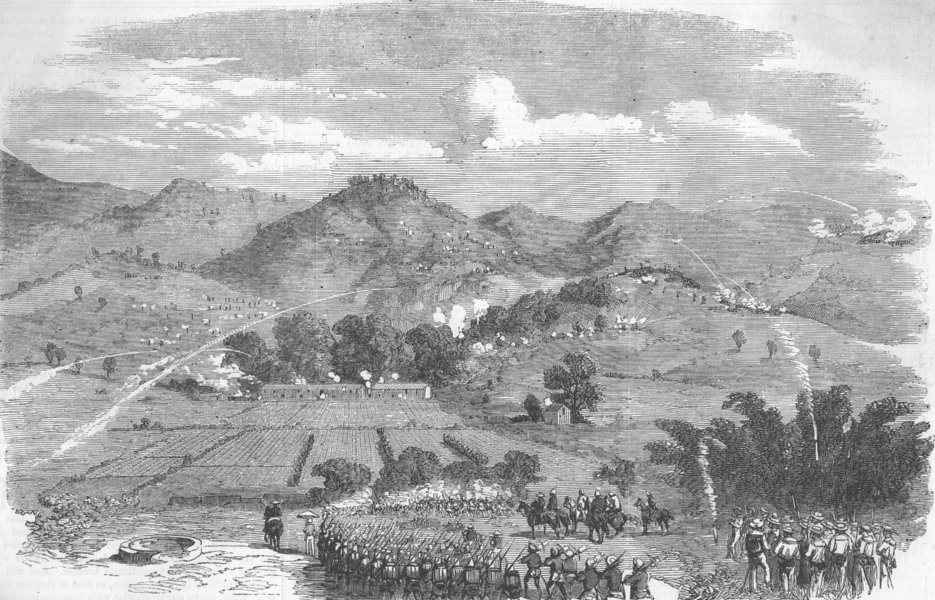
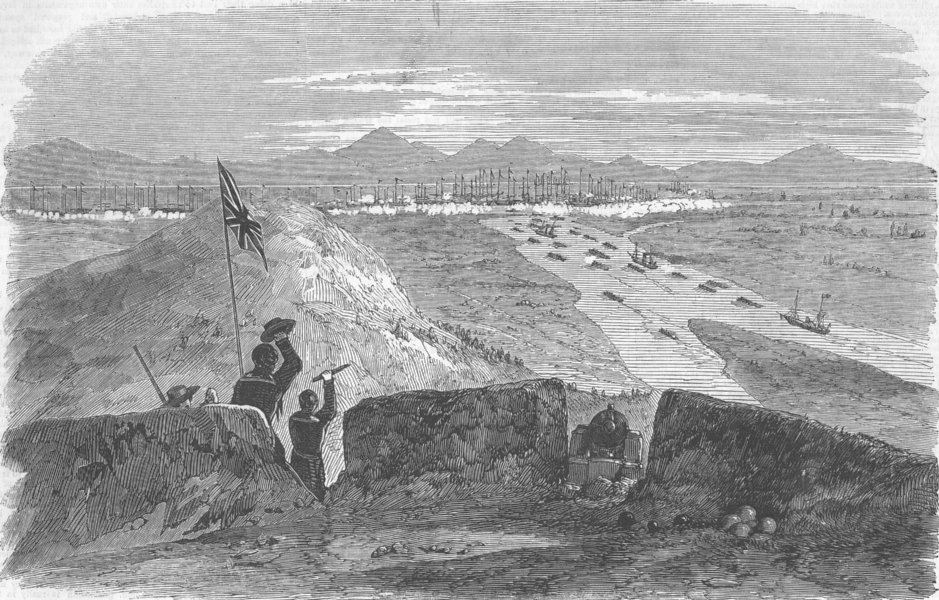
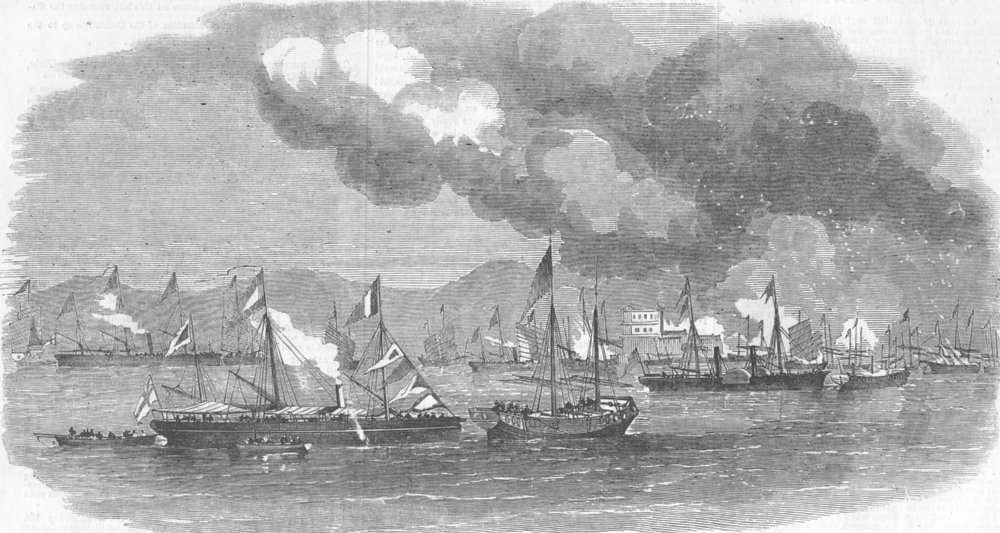
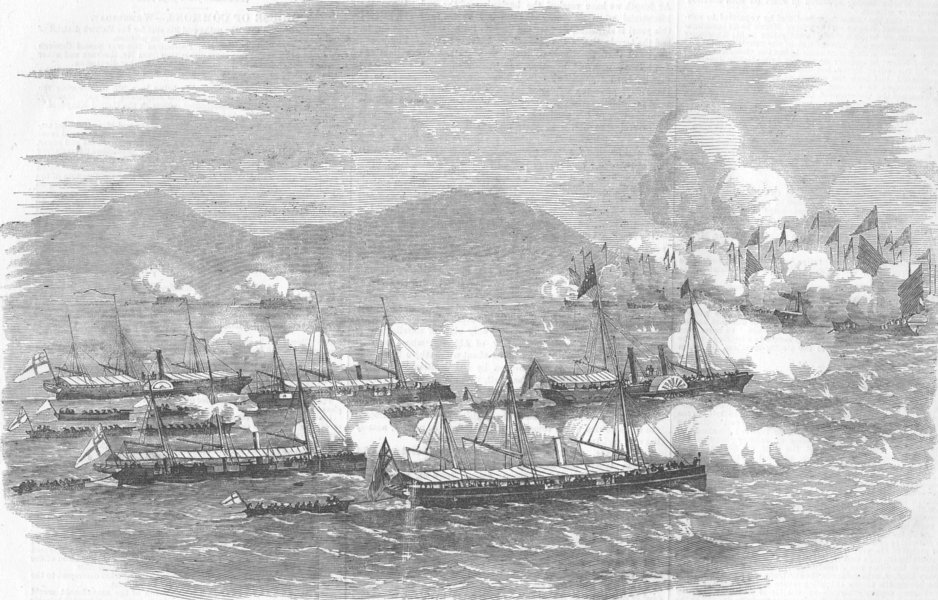
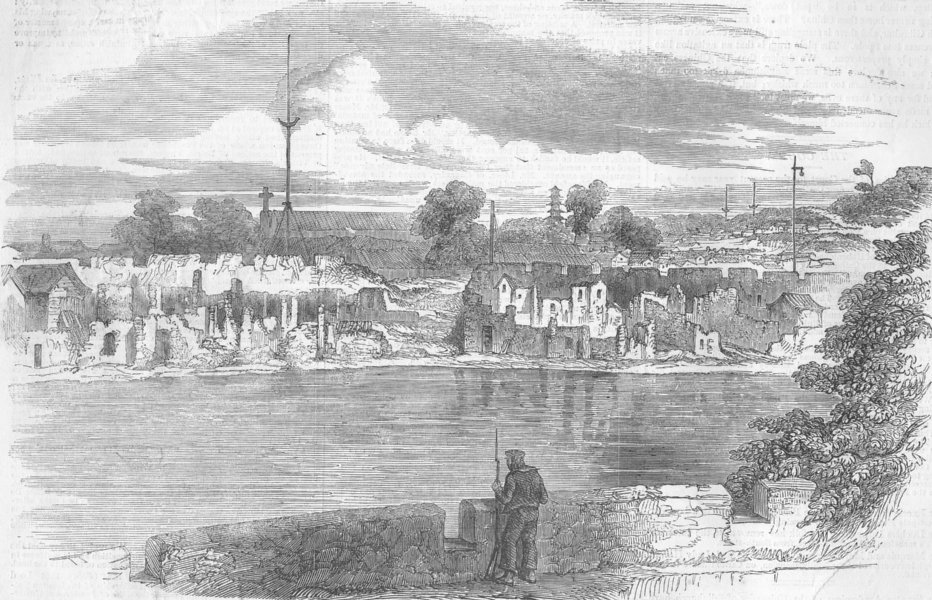
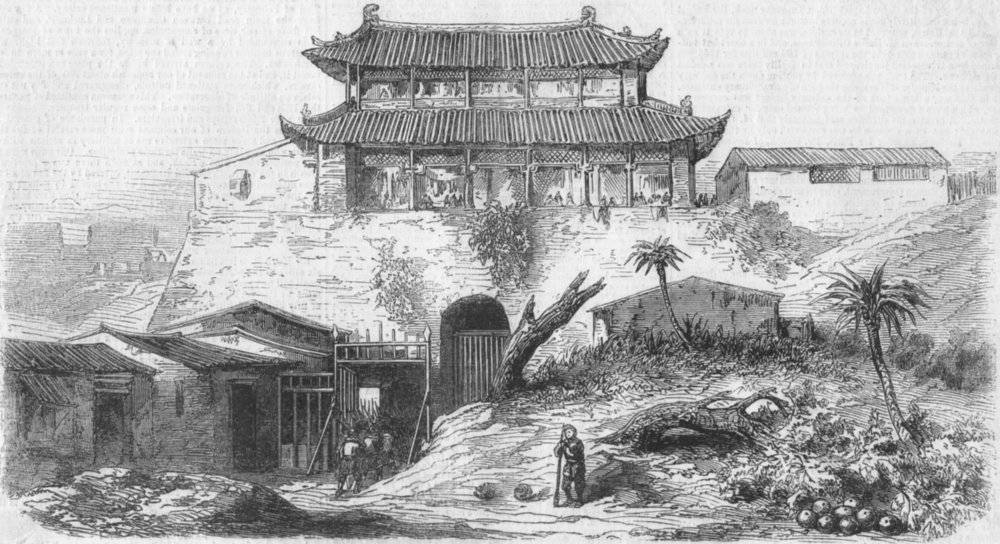
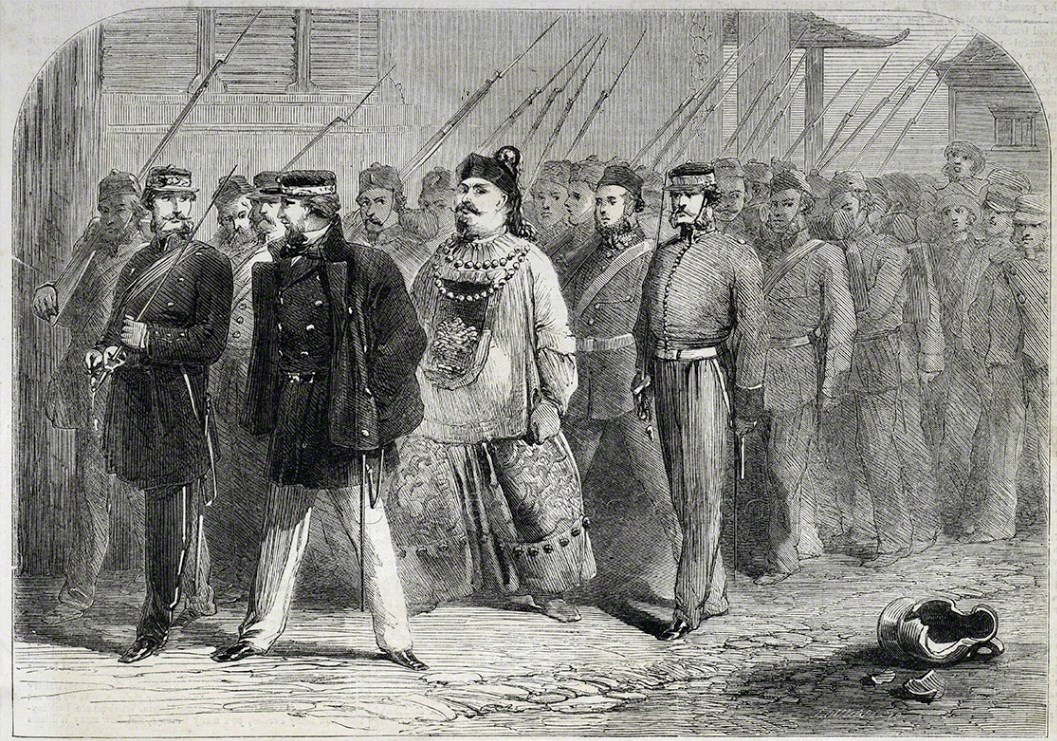

## 結果
広州は占領された。

## ノート
1. ↑  現在の広州の越秀山